# Inmunodeficiencia común variable

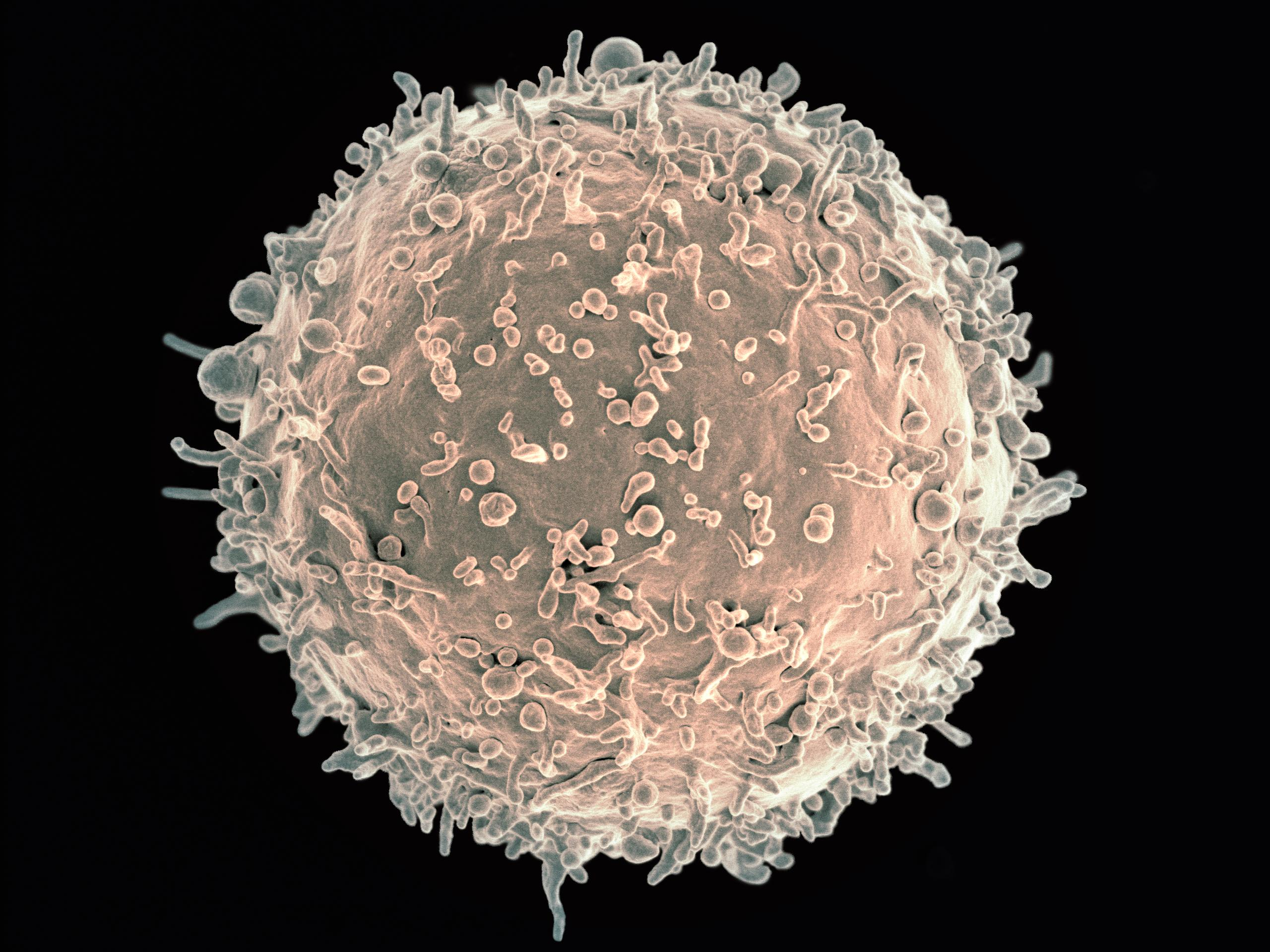
El linfocito B es la célula que produce anticuerpos, las moléculas cuyos niveles están disminuidos en la inmunodeficiencia común variable.

La inmunodeficiencia común variable (IDCV) o variable común (IDVC) es un grupo heterogéneo de trastornos que se caracterizan por una disminución del isotipo IgG de anticuerpo acompañado de un descenso de IgM o IgA.

## Cuadro clínico

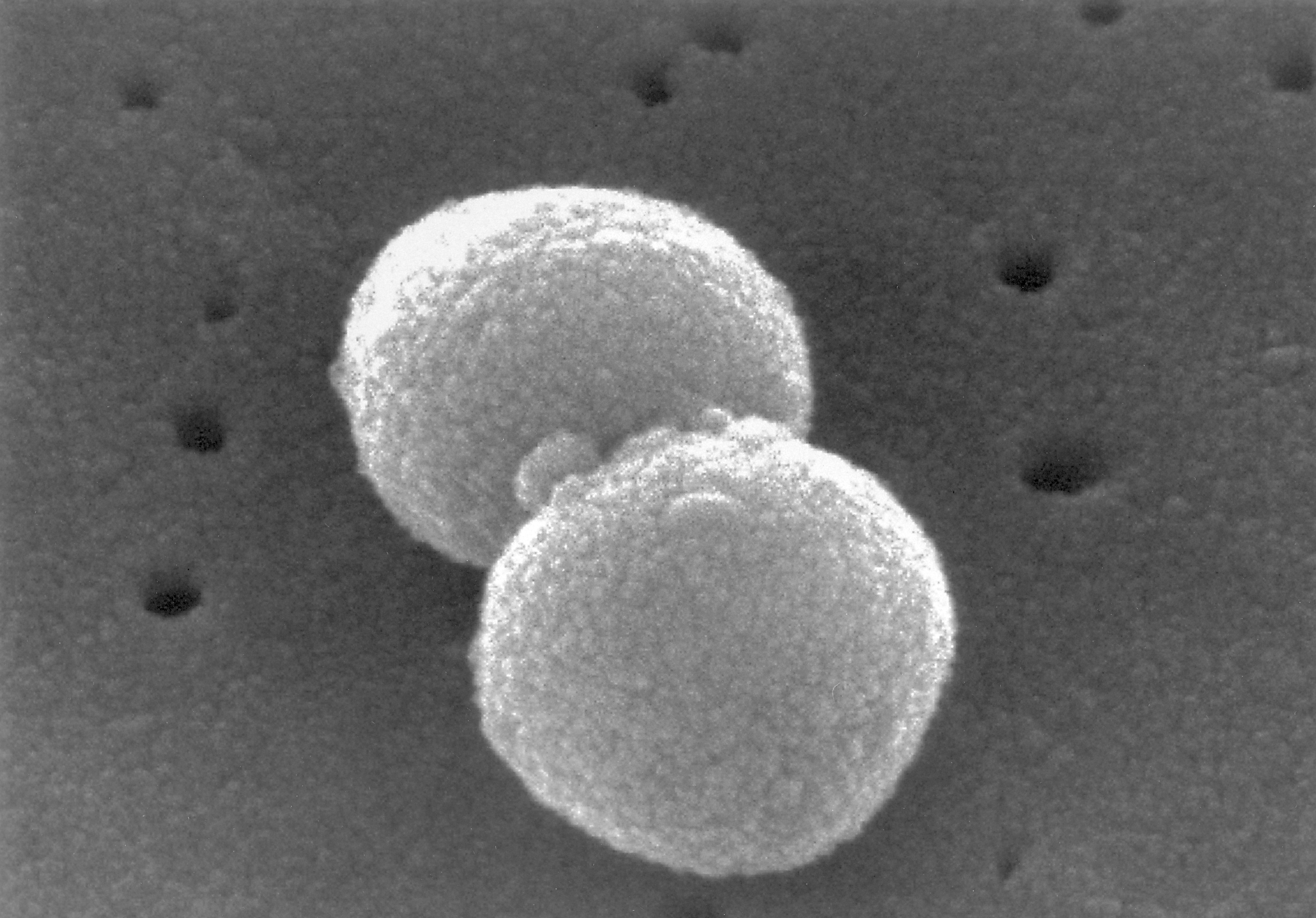
Entre las manifestaciones de la inmunodeficiencia común variable está la predisposición a tener infecciones por bacterias encapsuladas como Streptococcus pneumoniae, en la imagen.

Las infecciones son el signo más frecuente de IDCV, especialmente las producidas por bacterias encapsuladas, sobre todo Streptococcus pneumoniae y Haemophilus influenzae, además de Moraxella catarrhalis, Neisseria meningitidis y los géneros Staphylococcus y Mycoplasma. Aumentan asimismo las enfermedades por virus de la varicela-zóster y rinovirus. La localización más frecuente es el aparato respiratorio, aunque también se dan en el digestivo.